# 진경제
진경제(鎭痙劑, Antispasmodic)는 근육 연축을 억누르는 의약품이다.

## 평활근 연축
진경제의 한 유형은 평활근 완화, 특히 위장관계의 장기에 사용된다. 위, 방광 등의 연축을 예방하는 효과가 있다.

## 같이 보기
- 경직